# Paul Westerfrölke
Paul Westerfrölke, né à Gütersloh (province de Westphalie) le 24 février 1886 et mort dans cette ville le 27 mars 1975, est un artiste peintre expressionniste allemand, également graphiste, écologue et ornithologue.

## Récompenses et distinctions
- Ordre du Mérite de la République fédérale d'Allemagne